# 體育宮
體育宮（Palais des Sports）是法國巴黎的一個室內體育場，位於巴黎十五區，距離體育宮最近的車站是凡爾賽門站。體育宮修建於1959年，可以容納4500人觀眾，曾是巴黎最大的體育場。體育宮的圓頂是世界最輕的鋁製圓頂。體育宮也是巴黎最著名的文藝演出場地之一，許多著名藝人都曾在此演出。